# Кастельноветто
Кастельноветто (італ. Castelnovetto) — муніципалітет в Італії, у регіоні Ломбардія,  провінція Павія.
Кастельноветто розташоване на відстані близько 490 км на північний захід від Рима, 55 км на південний захід від Мілана, 45 км на захід від Павії.
Населення — 604 особи (2014).

## Демографія
Населення за роками:

Станом на 1 січня 2023 року в муніципалітеті офіційно проживало 35 іноземців з 11 країн, серед них 12 громадян країн Євросоюзу та 1 громадянин України.

## Уродженці
- Джузеппе Тікоццеллі (*1894 — †1962) — італійський футболіст, захисник, згодом — футбольний тренер.

## Сусідні муніципалітети
- Черетто-Ломелліна
- Коццо
- Нікорво
- Роббіо
- Розаско
- Сант'Анджело-Ломелліна